# Grande Prêmio do México de 1969
Resultados do Grande Prêmio do México de Fórmula 1 realizado na Cidade do México em 19 de outubro de 1969. Décima primeira e última etapa da temporada, teve como vencedor o neozelandês Denny Hulme, da McLaren-Ford, que subiu ao pódio ladeado por Jacky Ickx e Jack Brabham, pilotos da Brabham-Ford.

## Classificação da prova
| Pos. | Nº | Piloto               | Construtor   | Voltas | Tempo/Diferença          | Grid | Pontos |
| ---- | -- | -------------------- | ------------ | ------ | ------------------------ | ---- | ------ |
| 1    | 5  | Denny Hulme          | McLaren-Ford | 65     | 1:54:08.80               | 4    | 9      |
| 2    | 7  | Jacky Ickx           | Brabham-Ford | 65     | + 2.56                   | 2    | 6      |
| 3    | 8  | Jack Brabham         | Brabham-Ford | 65     | + 38.48                  | 1    | 4      |
| 4    | 3  | Jackie Stewart       | Matra-Ford   | 65     | + 47.04                  | 3    | 3      |
| 5    | 4  | Jean-Pierre Beltoise | Matra-Ford   | 65     | + 1:38.52                | 8    | 2      |
| 6    | 15 | Jackie Oliver        | BRM          | 63     | + 2 voltas               | 12   | 1      |
| 7    | 12 | Pedro Rodríguez      | Ferrari      | 63     | + 2 voltas               | 15   |        |
| 8    | 16 | Johnny Servoz-Gavin  | Matra-Ford   | 63     | + 2 voltas               | 14   |        |
| 9    | 21 | Pete Lovely          | Lotus-Ford   | 62     | + 3 voltas               | 16   |        |
| 10   | 18 | Piers Courage        | Brabham-Ford | 61     | + 4 voltas               | 9    |        |
| 11   | 19 | Silvio Moser         | Brabham-Ford | 60     | Vazamento de combustível | 13   |        |
| Ret  | 14 | John Surtees         | BRM          | 53     | Câmbio                   | 10   |        |
| Ret  | 2  | Jochen Rindt         | Lotus-Ford   | 21     | Suspensão                | 6    |        |
| Ret  | 22 | George Eaton         | BRM          | 6      | Câmbio                   | 17   |        |
| Ret  | 10 | Jo Siffert           | Lotus-Ford   | 4      | Acidente                 | 5    |        |
| Ret  | 9  | John Miles           | Lotus-Ford   | 3      | Bomba de combustível     | 11   |        |
| DNS  | 6  | Bruce McLaren        | McLaren-Ford | 0      | Injeção de combustível   | 7    |        |

## Tabela do campeonato após a corrida
|   | Pos. | Piloto               | Pontos |
| - | ---- | -------------------- | ------ |
|   | 1    | Jackie Stewart       | 63     |
|   | 2    | Jacky Ickx           | 37     |
|   | 3    | Bruce McLaren        | 26     |
|   | 4    | Jochen Rindt         | 22     |
| 1 | 5    | Jean-Pierre Beltoise | 21     |

|   | Pos. | Construtor   | Pontos  |
| - | ---- | ------------ | ------- |
|   | 1    | Matra-Ford   | 66      |
|   | 2    | Brabham-Ford | 49 (51) |
|   | 3    | Lotus-Ford   | 47      |
|   | 4    | McLaren-Ford | 38 (40) |
| 1 | 5    | BRM          | 7       |

- Nota: Somente as primeiras cinco posições estão listadas. Em 1969 os pilotos computariam cinco resultados nas seis primeiras corridas do ano e quatro nas cinco últimas. Neste ponto esclarecemos: na tabela dos construtores figurava somente o melhor colocado dentre os carros de um time. Neste caso os campeões da temporada surgem destacados em negrito.